# Моховое (Самарское сельское поселение)
Моховое — деревня в Куркинском районе Тульской области России.
В рамках административно-территориального устройства является центром Моховской волости Куркинского района, в рамках организации местного самоуправления включается в Самарское сельское поселение.

## География
Расположена в 25 км к западу от райцентра, посёлка городского типа Куркино, в 98 км к юго-востоку от областного центра, г. Тулы. 

## Население
| 2002 | 2010 |
| ---- | ---- |
| 182  | ↘149 |